# George Herrmann
George Herrmann (* 19. April 1921 in Moskau; † 7. Januar 2007 in Zürich) war ein US-amerikanischer Ingenieurwissenschaftler für Mechanik und Bauingenieur.
Herrmann kam mit zwölf Jahren in die Schweiz und studierte an der ETH Zürich Bauingenieurwesen mit dem Abschluss 1945 und der Promotion 1949. Als Post-Doktorand war er in Kanada und ab 1951 Associate Professor an der Columbia University. 1962 wurde er Professor an der Northwestern University und 1970 an der Stanford University, an der er  der Abteilung Angewandte Mechanik vorstand und 1984 emeritiert wurde. Er blieb danach weiter wissenschaftlich aktiv und lebte abwechselnd in Stanford und in Zürich.
1980 erhielt er die Von-Karman-Medaille.
Er wurde in Davos begraben.

## Schriften
- mit  Anthony E. Armenàkas, Denos C. Gazis: Free vibrations of circular cylindrical shells, Pergamon Press 1969
- mit Reinhold Kienzler: Mechanics in material space : with applications to defect and fracture mechanics, Springer Verlag 2000
- Herausgeber mit Nicholas Perrone: Dynamical Response of Structures, Pergamon Press 1972